# Большебобровский сельсовет
Большебобро́вский сельсове́т — упразднённая административно-территориальная единица, существовавшая на территории Михайловского, затем Железногорского района Курской области до 1986 года.
Административным центром было село Большебоброво. 

## География
Располагался в северо-восточной части района.

## История
В 1920-е годы Большебоброво и соседние селения входили в состав Городновского сельсовета. Местные жители несколько раз ходатайствовали о создании собственного сельсовета. Эти предложения отклонялись из-за малочисленности населения Большебоброва (800—100 жителей) и тесной экономической связи Большебоброва с Городным. В итоге в 1930 году Большебобровский сельсовет всё же был создан.
В 1973 году в состав Большебобровского сельсовета из Андросовского сельсовета были переданы д. Копёнки и п. Богатырёвский, из упразднённого Гремяченского сельсовета был передан п. Сергеевский. 13 апреля 1978 года был упразднён располагавшийся на территории сельсовета посёлок Малофеевский. Сельсовет упразднён 27 февраля 1986 года путём раздела на Городновский и Копёнский сельсоветы.

## Населённые пункты
На момент упразднения в состав сельсовета входили 9 населённых пунктов:
| № | Населённый пункт | Тип населённого пункта |
| - | ---------------- | ---------------------- |
| 1 | Большебоброво    | село, администр. центр |
| 2 | Богатырёвский    | посёлок                |
| 3 | Городное         | деревня                |
| 4 | Копёнки          | деревня                |
| 5 | Коровино         | деревня                |
| 6 | Новоандреевский  | посёлок                |
| 7 | Сафрошинский     | посёлок                |
| 8 | Сергеевский      | посёлок                |
| 9 | Смирновский      | посёлок                |

### Упразднённые
| № | Населённый пункт | Тип населённого пункта |
| - | ---------------- | ---------------------- |
| 1 | Малофеевский     | посёлок                |

## Председатели сельсовета
- Чумаков Игнат Павлович (1930—193Х)
- Язынин
- Башмаков Порфирий Фёдорович
- Королев И. А.
- Жарков
- Рыбкин Капитон Васильевич (?—1941)
- Зимин А. К. (1943—1946)
- Новиков Николай Захарович (1946—1947)
- Баранов П. (1946—194Х)
- Долгов Яков Иванович (194Х—1954)
- Илюшин
- Фролов Н. К. (196Х—1969)
- Павлухин Александр Александрович (1969—1971)
- Кожин И. С.
- Пучнин Владимир Алексеевич (197Х—1986)